# Christina Koch
Christina Hammock Koch, född 2 februari 1979, är en amerikansk astronaut och pilot. Hon togs ut till astronautgrupp 21 i juni 2013.
10 december 2020 valde Nasa ut henne som en av 18 personer till deras Artemisprogram som är avsett att sända människor till månen och landa där 2025. Koch är utsedd att vara en astronauterna ombord på Artemis 2. Rymdsonden ska skickas till månen i november 2024 och sedan tillbaka till jorden utan att landa på månen. I ett första skede handlar det dock om att vara NASAs representanter, i NASAs samarbete med de olika företagen som utvecklar utrustning för Artemisprogrammet.

## NASA
Mellan den 14 mars 2019 och 6 februari 2020 deltog hon i Expedition 59 / 60 / 61 på Internationella rymdstationen (ISS). Hon har tillbringat 328 dagar i rymden och innehar rekordet för längsta vistelse i rymden av en kvinna.

## Rymdfärder
- Expedition 59 / 60 / 61, Sojuz MS-12 / MS-13

### Rymdpromenader

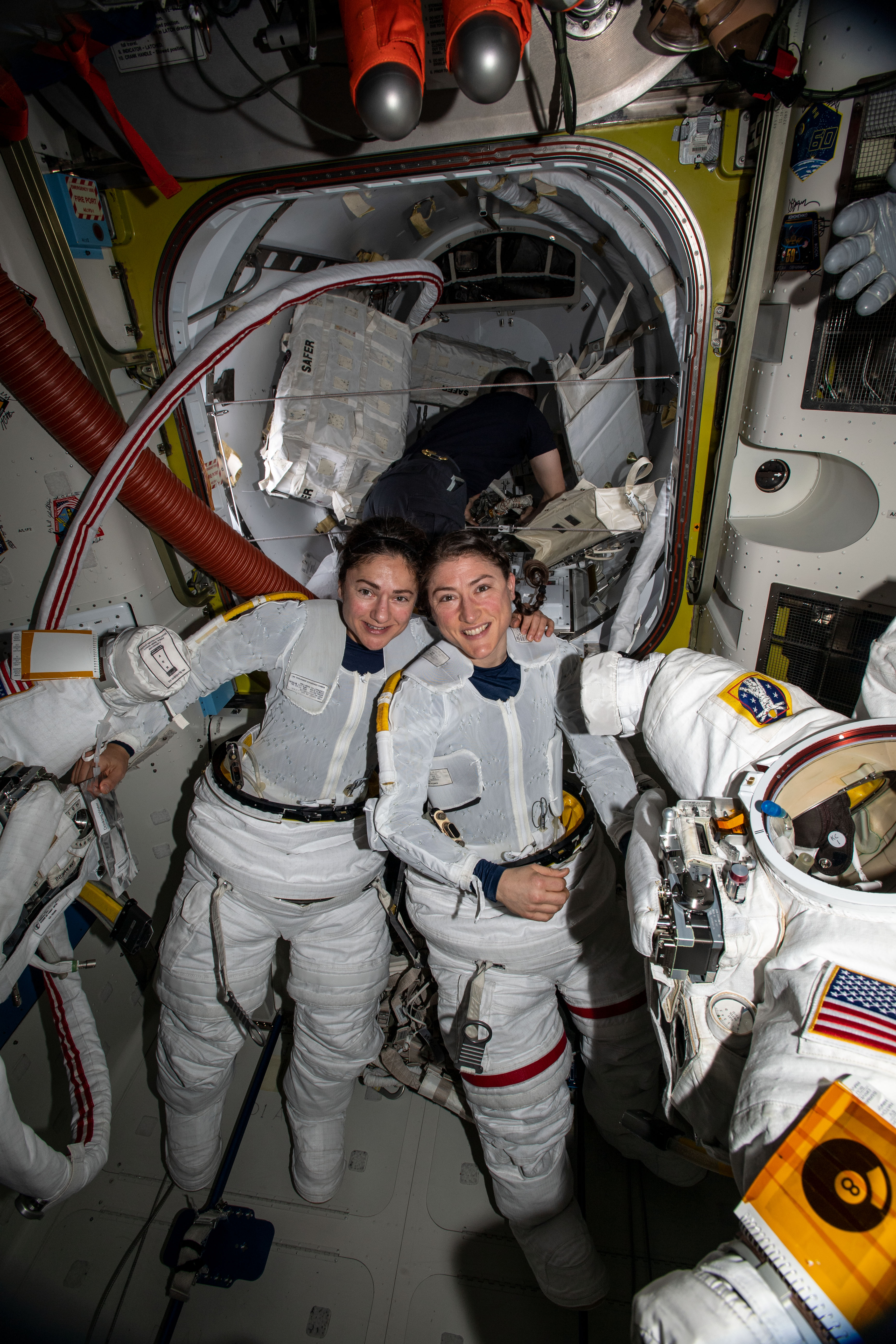
Meir och Koch tar på sig rymddräkter inför den första helt kvinnliga rymdpromenaden från rymdstationen

Sex stycken: 29 mars, 6, 11, 18 oktober, 15, 20 januari 2020. 
Sin fjärde gjorde hon den 18 oktober 2019 tillsammans med Jessica Meir. Det var den första rymdpromenad från rymdstationen helt med kvinnliga deltagare. Under den 7 timmar och 17 minuter långa aktiviteten hann de bland annat byta en felande laddningsregulator och installera en ny stötta till Columbus-modulen för att stödja en ny extern nyttolastplattform från ESA (European Space Agency).